# 알코올 프루프

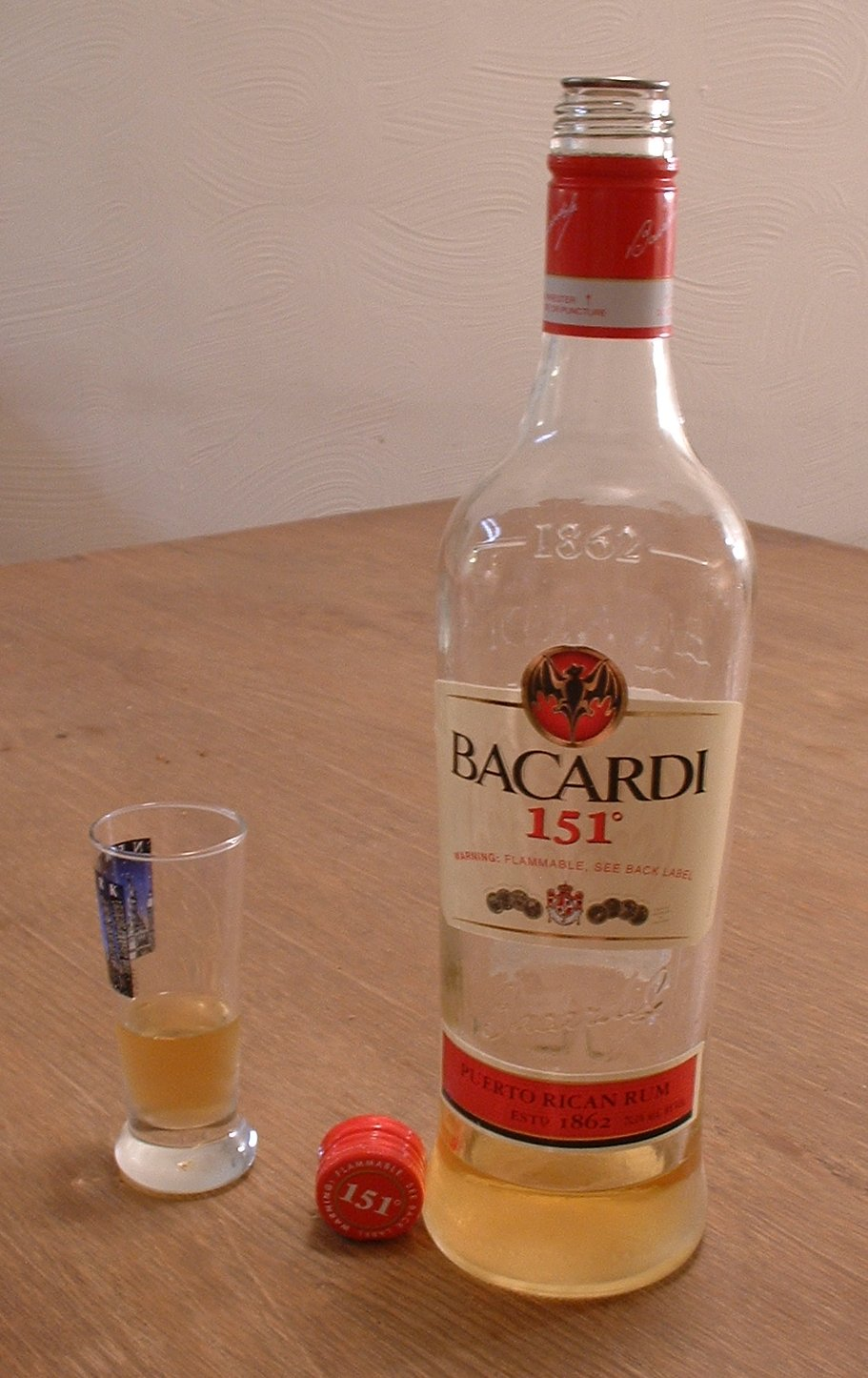
151 프루프 ("오버-프루프") 럼 한 병, 미국 시스템에 의해 측정됨, ABV는 75.5%

알코올 프루프(Alcohol proof, 보통 음료와 관련하여 간단히 "프루프"(proof)라고 칭함)는 술의 에탄올 (알코올) 함량을 측정하는 단위이다. 이 용어는 원래 영국에서 사용되었으며 부피당 알코올 도수(alcohol by volume, ABV)의 약 1.8배와 같았다. 영국은 이제 프루프 대신에 ABV를 사용한다. 미국에서, 알코올 프루프는 ABV의 두 배 비율로 정의된다. ABV의 관점에서 증명에 대한 정의는 나라마다 다르다.
알코올 함량 측정과 알코올 음료 병에 대한 내용물 진술은 많은 국가에서 법으로 규제된다. 1972년, 캐나다는 "프루프"의 사용을 단계적으로 폐지했고, 1973년 유럽 연합이 그 뒤를 따랐으며, 그 개념이 시작된 영국은 1980년에 대신 ABV를 사용하기 시작했다. 미국 법규는 ABV 사용을 의무화하고 있지만 프르푸도 사용할 수 있도록 허용하고 있다.
도 기호(°)는 알코올 도수를 나타내는 데 사용되기도 한다.

## 같이 보기
- 증류주
- 부피분율